# هتل البا کاراکاس
هتل البا کاراکاس (به اسپانیایی: Hotel Alba Caracas) یک هتل در ونزوئلا است که در کاراکاس واقع شده‌است.